# Potteriepolder
De Potteriepolder is een polder in de Belgische gemeente Knokke-Heist. De polder ligt tegen de Nederlandse grens nabij Sluis.
Nabij de stadskern van Sluis, ligt langs weerszijden van de Belgisch-Nederlandse grens de Robbemoreelpolder. Het eerste deel van de grensoverschrijdende Robbemoreelpolder heette vroeger de Potteriepolder, zo genoemd naar Onze-Lieve-Vrouw ter Potterie te Brugge.